# CL0024+17
هو عنقود مجري يسمى رسمياً (CL0024+17) يقع ضمن كوكبة الحوت على بعد حوالي 5 بليون سنة ضوئية (4.7×1022 كيلومتر).
يستعمل الفلكيين هذا العنقود كمجس لدراسة توزيع المادة المظلمة في الفضاء، حيث أن الخطوط اللامعة الزرقاء قرب المركز هي صور مشوهة من مجرات بعيدة خارج العنقود، سبب هذا التشوه يعود إلى تأثير عدسة الجاذبية القوي الذي يعمل على تكبير وتشويه صورة المجرة نتيجة إنحناء مسارات الضوء بسبب الجاذبية العملاقة لهذا العنقود.

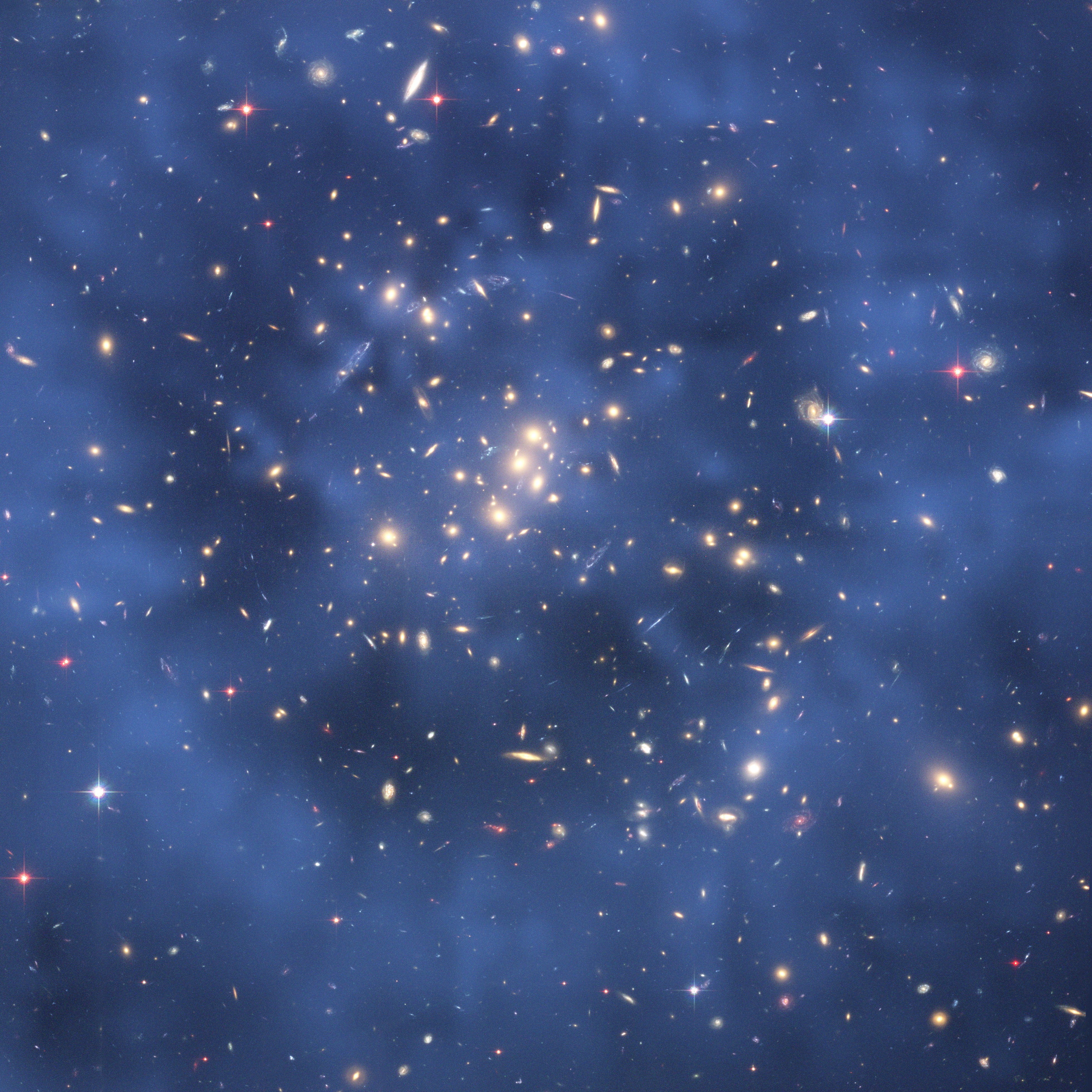
تخطيط جاذبية للعنقود يظهر حلقة شبحية من المادة المظلمة.

لكون المادة المظلمة غير مرئية ولا يمكن تحسسها مباشرةً إلا عن طريق تأثيراتها في الجاذبية، يلجأ العلماء إلى وضع مخططات لإنحرافات الضوء الناتج عن عدسات الجاذبية لدراسة توزيع المادة المظلمة في العنقود، وأسفرت تلك الدراسات عن إكتشاف حلقة من المادة المظلمة قرب مركز العنقود، حيث يعتبر هذا الإكتشاف من أقوى الأدلة على إثبات وجود المادة المظلمة، على الرغم من دراسات أخرى تعارض هذه النتيجة.